# Захарі-Стояново (Тирговиштська область)
Заха́рі-Стоя́ново (болг. Захари Стояново) — село в Тирговиштській області Болгарії. Входить до складу общини Попово.

## Населення
За даними перепису населення 2011 року у селі проживали 266 осіб.
Національний склад населення села:
| Національність   | Кількість осіб | Відсоток |
| ---------------- | -------------- | -------- |
| турки            | 171            | 66,3%    |
| болгари          | 86             | 33,3%    |
| не визначились   | 0              | 0%       |
| Всього відповіли | 258            |          |

Розподіл населення за віком у 2011 році:
Динаміка населення: